# Joseph Musch
Joseph Musch (12. října 1893 – 25. září 1971) byl belgický fotbalista a reprezentant.
Hrál za Royale Union Saint-Gilloise. Zúčastnil se Letních olympijských her 1920 v Antverpách, kde domácí belgický tým získal ve finále zlaté medaile poté, co reprezentace Československa opustila na protest proti verdiktům rozhodčího ve 40. minutě za stavu 2:0 pro Belgii hřiště a byla diskvalifikována. Byl také členem belgického týmu na Letních olympijských hrách 1924 v Paříži (porážka 1:8 se Švédskem).